# Pollimyrus isidori
Pollimyrus isidori es una especie de pez elefante eléctrico en la familia Mormyridae presente en los ríos Gambia, Bénoué, Senegal, Níger, Volta, Chad, Nilo y las riveras costeras de varios ríos en Costa de Marfil; puede alcanzar un tamaño aproximado de 90 mm.

## Ambiente
Su ambiente predilecto es el agua dulce ya que le provee de niveles de PH aptos.

## Distribución
Su distribución se da principalmente en África, en países como Gambia, así como en el Níger, pudiendo llegar a extenderse hasta el río Nilo. Las subespecies Pollimyrus isidori fasciaticeps y Pollimyrus isidori osborni pueden ser encontradas únicamente en la cuenca del río Congo.

## Alimentación
Se alimenta de barro marino, restos de vegetación y pequeños animales invertebrados.
Esta especie consta de tres subespecies:
- Pollimyrus isidori fasciaticeps (Boulenger, 1920)
- Pollimyrus isidori isidori (Valenciennes, 1847)
- Pollimyrus isidori osborni (Nichols & Griscom, 1917)